# Желтобрюхая синица
Желтобрюхая синица (лат. Pardaliparus venustulus) — вид птиц из семейства синицевых (Paridae), обитающий в западной и центральной части Китая. Близка к московке. Область встреч во внегнездовое время довольно велика, часто встречается в составе крупных смешанных стаек птиц.

## Описание
Очень короткохвостая и короткоклювая синица с жёлтой грудью и брюшком, с двумя рядами белых пятнышек на крыльях. Существует половая и возрастная изменчивость окраски. Для самцов характерна чёрная шапочка, белые щеки, большое белое пятно на затылке и небольшое над бровью, ярко-желтая окраска груди и живота. Спина, крылья и хвост голубовато-серые, надхвостье серебристое. Окраска у самцов более яркая во время брачного периода и тускнеет с его окончанием. Голова самки более сероватая с белым горлом отделённым от белых щёк серыми «усами» и более бледным надбровным пятном. Молодые сходны по окраске с самками, но ещё бледнее, их спина, крылья зелено-желтоватого цвета с более светлыми отметинами. Грудь и брюхо жёлтого цвета с зеленоватым оттенком. Длина тела около 10 см, масса тела 9—12,5 г.

## Распространение
Считается эндемиком Китая. Однако в конце (23—29) сентября 2013 года группа немецких орнитологов зарегистрировала выводок желтобрюхих синиц в Муравьёвском природном парке в Амурской области. Из него было поймано 2 молодых, которых после кольцевания отпустили.

## Биотопы
Местами обычна в смешанных листопадных лесах южного, юго-восточного и центрального Китая, на север проникает в гнездовое время вплоть до Пекина. В летнее время поднимается в горы до 3000 м над уровнем моря. Населяет окрестности населенных пунктов, если есть деревья, необходимые для гнездования.

## Поведение
Позыв — высокое носовое си — си — си. Песня — повторяющийся одно- или двухсложный мотив, подобный песни московки, но более мощный.
Питается, в основном, насекомыми и их личинками, иногда плодами. Делает запасы корма.
Живёт стаями в лесных областях. Характерны периодические взрывы численности.

## Размножение
Гнездится в естественных дуплах в деревьях. Самка откладывает от пяти до семи яиц в мае или июне. Птенцы вылупляются через 12 дней насиживания и покидают гнездо через 16—17 дней.

### Рекомендованные источники
- Eck S. & Martens J. Systematic notes on Asian birds. 49. A preliminary review of the Aegithalidae, Remizidae and Paridae (англ.). — 2006. — Vol. 80. — P. 1—63.
- Jochen Martens, Dieter Thomas Tietze & Yue-Hua Sun. 2005. Molecular phylogeny of Parus (Periparus), a Eurasian radiation of tits (Aves: Passeriformes: Paridae).
- Grzimek’s Animal Life Encyclopedia. (2005)